# Морис, Люсия
Люсия Морис (англ. Lucia Moris; род. 23 марта 2000) — южносуданская легкоатлетка, выступающая в беге на короткие дистанции. Участница летних Олимпийских игр 2020 года.

## Биография
Люсия Морис родилась 23 марта 2000 года.
В 2021 году вошла в состав сборной Южного Судана на летних Олимпийских играх в Токио. В беге на 200 метров заняла в четвертьфинале предпоследнее, 6-е место, показав результат 25,24 секунды и уступив 2,08 секунды попавшей в полуфинал с 5-го места Рафаэле Спанудаки-Хацириге из Греции. Была знаменосцем сборной Южного Судана на церемонии открытия Олимпиады.
27 апреля 2022 года на чемпионате Кении установила рекорд Южного Судана в беге на 200 метров — 23,99.
В 2022 году участвовала в чемпионате Африки в Порт-Луи. В беге на 100 метров была дисквалифицирована в четвертьфинале. В беге на 200 метров показала на этой стадии предпоследний, 32-й результат — 26,00.